# Liste der Naturdenkmale in Prath
Die Liste der Naturdenkmale in Prath nennt die im Gemeindegebiet von Prath ausgewiesenen Naturdenkmale (Stand 20. Mai 2024).

## Ehemalige Naturdenkmale
| Nr. | Bezeichnung | Lage                           | Beschreibung                                    | Bild                                    |
| --- | ----------- | ------------------------------ | ----------------------------------------------- | --------------------------------------- |
|     | Stieleiche  | Aus den Sähmen, bei Nr. 2 Lage | Quercus robur; Rechtsverordnung 2013 aufgehoben | Direkt Bild zu diesem Denkmal hochladen |